# Daniel Stern (psykoterapeut)
Daniel N. Stern, född 16 augusti 1934 i New York i New York, död 12 november 2012 i Genève i Schweiz, var en amerikansk psykiater och psykoterapeut.
Stern var en av de främsta forskarna inom självpsykologin och främst inspirerad av Heinz Kohut.

## Utbildning och karriär
Daniel Stern studerade vid Harvard University på 1950-talet och avlade 1960 en läkarexamen (M.D.) vid Einstein Medical College. Han började ägna sig åt psykiatri och därefter psykoanalytisk utbildning vid Columbia University. Han blev senare professor i psykiatri vid Cornell University Medical Centre. 1990 blev han professor i psykologi vid Genèves universitet.

## Insatser inom psykologin
Stern var mycket empirisk och hans teori bygger på experiment som han själv har utformat och genomfört, främst på småbarn. Något som utmärker honom är att han anser att spädbarn redan från födseln är kapabla till självständigt tänkande och har en fri vilja. Han anser att barnet redan från födseln deltar i sociala samspel. Detta märks, enligt Stern, bland annat genom spädbarns styrning av blicken, med vilken barnet själv kan söka kontakt eller avsluta ett samspel.
Stern fokuserar på relationer. Han menar att det är genom sociala relationer individer lär sig vad de kan förvänta sig av, hur de ska förhålla sig till, samt hur de ska umgås med en annan individ. I detta avseende påminner hans teori om bland annat social inlärningsteori som formulerades av Albert Bandura.
Trots att Stern är inspirerad av Kohut skiljer sig deras syn på begreppet personlighet åt. Stern menar att personligheten består av fyra olika förnimmelser som tillsammans bildar en enhetlig självupplevelse. De olika förnimmelserna är ett emergent själv, ett kärnsjälv, ett subjektivt själv och ett verbalt själv. (Självpsykologins begrepp "själv" inte är detsamma som psykoanalysens begrepp jag.) De olika förnimmelserna utvecklas vid olika tidpunkter. Stern är dock noga med att påpeka att det inte rör sig om utvecklingsfaser, som i många andra psykologiska teorier, utan om utvecklingsdomäner. Därmed understryker han att det inte är fråga om olika faser som avlöser varandra utan om olika sätt att förhålla sig till omvärlden. Dessa utvecklas vid olika tidpunkter men existerar sedan sida vid sida. När en vuxen individ upplever något görs det med hjälp av alla de olika domänerna.

## Daniel Sterns utvecklingsteori[11]
Enligt spädbarnsforskaren Stern utvecklas barnets ”själv” i en utvecklingslinje med fem nivåer:
- Känslan av ett uppvaknande själv (det nyfödda barnet). Nu utvecklas barnets känsla av ett själv aktivt i samspel med omgivningen.
- Känslan av ett kärnsjälv (från 2–3 månader). Barnet utvecklas som social varelse.
- Känslan av ett intersubjektivt själv (från 7–9 månader). Barnet börjar förstå att andra har ett eget inre liv, och att man kan dela inre upplevelser med andra.
- Känslan av ett verbalt själv (från 18 månader). Språkutvecklingen ger barnet nya möjligheter att dela och förmedla erfarenheter.
- Känslan av ett berättande själv (från 3 år). Barnet får en allt större förmåga att beskriva sig själv och återge känslor och upplevelser. Det betyder mycket för identitetsbildningen.

Alla nivåer kommer att finnas tillgängliga inom oss alla i resten av våra liv, menar Stern, som efter hand har vidareutvecklat sin teori. Numera anser han att de tre första nivåerna är mer sammanlänkande än han tidigare har trott, och att åtminstone delar av dem finns där samtidigt, från allra första början av livet.

## RIG
Stern introducerade även begrepper RIG (Representationer av Interaktioner som Generaliserats) i sina beskrivningar av barns beteende. RIG är en samling arbetsmodeller, bestående av flera olika kategorier. Varje kategori bildas av flera liknande upplevelser som generaliserats för att bilda en enhetlig kategori. Varje individ har ett stort antal kategorier till sitt förfogande. Kategorierna behandlar inte endast olika ämnen, det kan även finnas flera kategorier för samma person (till exempel "glad mor" och "arg mor"). RIG har två huvudfunktioner. Dels ska den representera en individs tidigare erfarenheter, dels ska den fylla en vägledande funktion i framtida situationer. RIG börjar formas tidigt i barndomen och är aktivt genom hela livet.